# Annamaria Testa
Annamaria Testa (Milano, 30 giugno 1953) è una pubblicitaria, giornalista e saggista italiana.

## Biografia
La sua carriera come redattrice pubblicitaria inizia nel 1974. Tra i suoi lavori più noti si possono citare le campagne Passaparola per Perlana, Gioconda per Ferrarelle e Sfrizzola il velopendulo per Golia bianca. Tra il 1983 e il 1996 è presidente e direttore creativo dell'agenzia pubblicitaria TPR, poi Bozell TPR, da lei fondata.
Giornalista pubblicista dal 1988, collabora con diverse testate giornalistiche e con la RAI (Rai 3 sotto la gestione di Angelo Guglielmi), e si occupa di comunicazione politica. Dal 2012 ha una rubrica fissa sull'edizione online di Internazionale.
Dal 1996, come consulente, realizza interventi di carattere strategico e progetti di comunicazione per imprese e istituzioni. Nel marzo del 2005 fonda a Milano la società Progetti Nuovi, che si occupa di progetti integrati di comunicazione. Nel 2008 ha messo online Nuovo e Utile, un sito non a scopo di lucro dedicato alla diffusione di teorie e pratiche della creatività.
Tra il 2010 e il 2011 ha fatto parte della Giuria dei Letterati del premio Campiello. Nel 2012 è entrata nella Hall of Fame dell'Art Directors Club Italiano, prima donna pubblicitaria negli oltre 25 anni di vita del club.
Dal 1989 al 1997 è stata docente al master dell'Università Ca' Foscari di Venezia. Ha insegnato "Teorie e tecniche della comunicazione creativa" in varie università: tra il 1994 e il 1995 all'Università La Sapienza di Roma (facoltà di sociologia); dal 1998 al 2006 all'università IULM di Milano (facoltà di scienze della comunicazione); tra il 2001 e il 2002 all'Università degli Studi di Milano e all'Università degli Studi di Torino; dal 2007 insegna presso l'Università Bocconi di Milano continuando ad essere consulente di diverse grandi aziende.
Nel febbraio 2015 si è fatta promotrice dell'iniziativa #dilloinitaliano che mira a ridurre l'uso frequente e arbitrario di termini inglesi, il cosiddetto itanglese, in particolare nel linguaggio dell'amministrazione, aziendale e pubblicitario.
È critica contro l'introduzione di pubblicità promozionale nelle scuole.

## Pubblicazioni
- Leggere e amare. 21 racconti, 1993 - Feltrinelli (ISBN 88-07-70046-8)
- La parola immaginata, 1996 - Pratiche (ISBN 88-7380-482-9)
- Farsi capire. Comunicare con efficacia e creatività nel lavoro e nella vita, 2000 - Rizzoli
- La pubblicità, 2003, Il Mulino, ISBN 88-17-86329-7
- Le vie del senso. Come dire cose opposte con le stesse parole, 2004 - Carocci (ISBN 88-430-3086-8)
- La creatività a più voci, 2005 - Laterza (ISBN 88-420-7703-8)
- Sola andata, Racconto inserito in Cuori di pietra (2007, Mondadori)
- La trama lucente - Che cos'è la creatività, perché ci appartiene, come funziona, 2010 - Rizzoli (ISBN 978 8817039895)
- Minuti scritti - 12 esercizi di pensiero e scrittura, 2013 - Rizzoli (ISBN 978-88-17-06756-0)
- Il coltellino svizzero - Capirsi, immaginare, decidere e comunicare meglio in un mondo che cambia, 2020 - Garzanti (ISBN 978-8811607793)
- Le vie del senso, nuova edizione ampliata - Come dire cose opposte con le stesse parole, 2021 - Garzanti (ISBN 978-8811607816) - premio Giuditta 2022